# Dynamo
 (avril 2012).
Si vous disposez d'ouvrages ou d'articles de référence ou si vous connaissez des sites web de qualité traitant du thème abordé ici, merci de compléter l'article en donnant les références utiles à sa vérifiabilité et en les liant à la section « Notes et références ».
Pour les articles homonymes, voir Dynamo (homonymie).
Le mot dynamo est l'abréviation de « machine dynamoélectrique ». La dynamo désigne une  machine électrique, à courant continu (ou machine dite de Gramme) qui fonctionne en générateur électrique. Elle convertit l'énergie mécanique en énergie électrique en utilisant l'induction électromagnétique, de façon similaire à une magnéto. La dynamo est moins utilisée que l'autre type de générateur, les alternateurs (machine électrique synchrone - dont les mal nommées "dynamos" de bicyclettes), étant en général un peu plus coûteuse et de moindre rendement. Elle a été créée par Werner von Siemens.

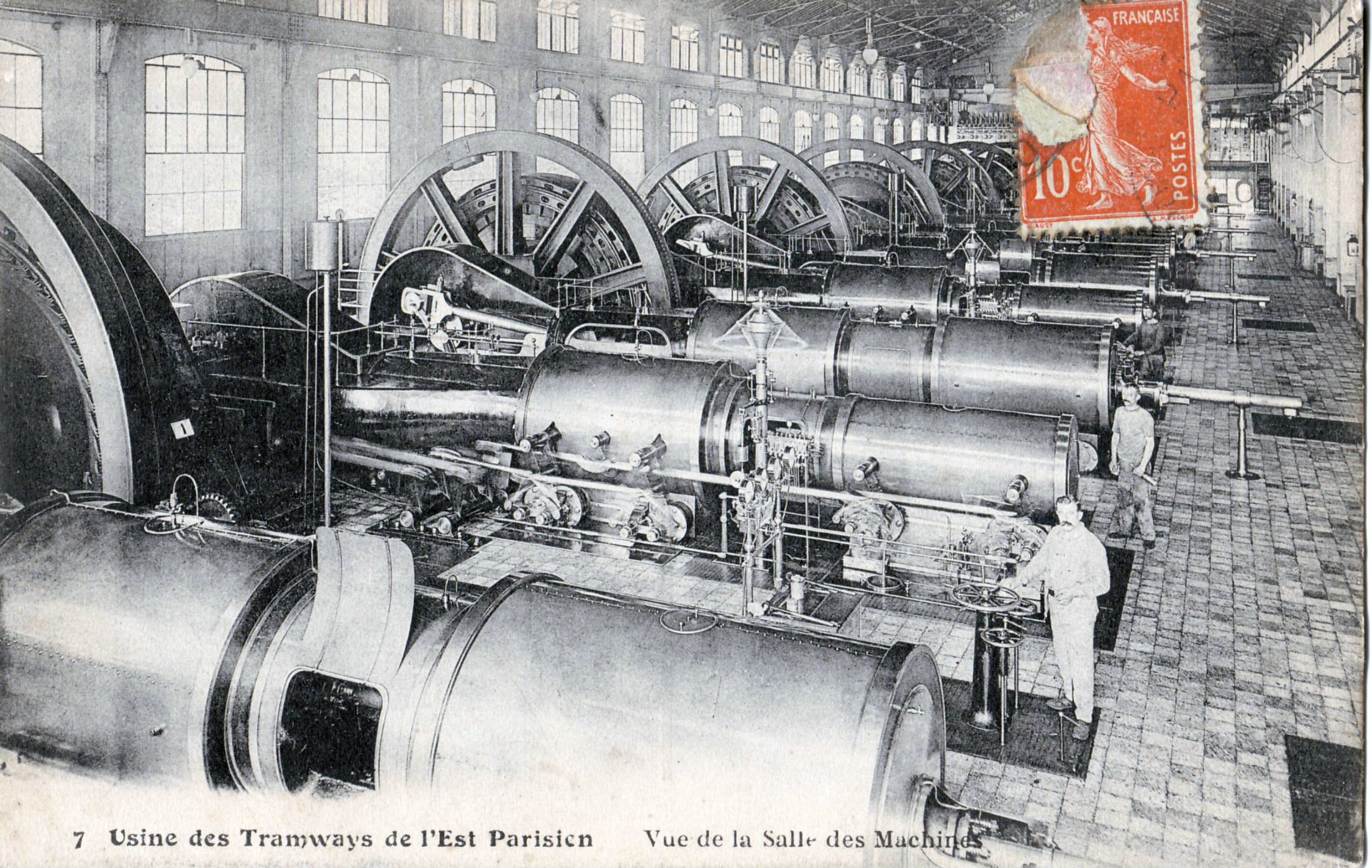
Au début du XXe siècle, machines à vapeur et dynamos d'une usine de production électrique de la Compagnie des tramways de l'Est parisien

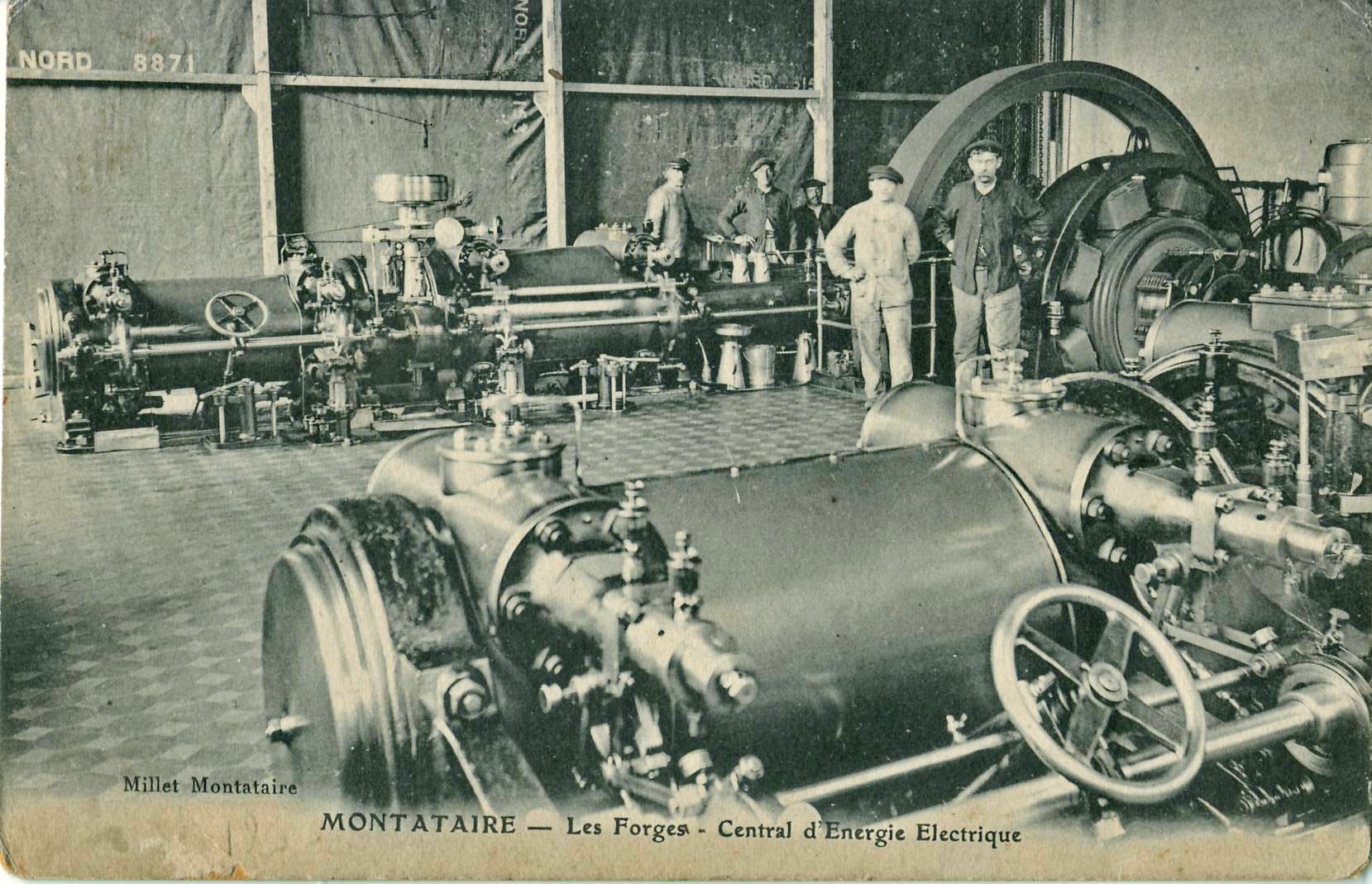
Centrale électrique de l'Usine des Forges de Montataire au début du XX : au fond, la machine à vapeur, qui entraîne, par l’intermédiaire du volant d'inertie, une dynamo (à droite)

## Exemples de dynamo
La dynamo était utilisée pour produire l'électricité dans les automobiles jusque dans les années 1960. Depuis, un alternateur, dont le courant alternatif est redressé par des  diodes, la remplace.
On appelle souvent, de manière abusive, « dynamo » le générateur électrique de bicyclette qui produit un courant alternatif alors qu'une dynamo produit un courant continu.
On appelle dynamo terrestre le mécanisme qui transforme l'énergie des courants turbulents de particules chargées électriquement circulant entre le noyau et le manteau en un champ magnétique. Entre autres effets, ce champ permet de dévier les particules du vent solaire (constitué de particules électriquement chargées sensibles aux champs magnétiques), protégeant ainsi la Terre d'un flux important de rayonnements ionisants qui, à défaut, aurait empêché le développement de la vie, telle qu'on la connait, sur Terre.

## Principe
La dynamo met en œuvre l'induction électromagnétique. En faisant tourner une bobine dans le champ magnétique d'un aimant permanent ou d'un électroaimant, on produit une tension induite dans les fils de celle-ci. Cette tension est collectée grâce à des balais situés sur la ligne neutre, lesquels sont reliés à des collecteurs. La tension ainsi collectée est appliquée à un circuit fermé, ce qui génère un courant induit.

## Jalons historiques
Historiquement, grâce à Étienne Œhmichen, la dynamo a été utilisée pour produire l'électricité dans les automobiles jusque dans les années 1960. Les progrès de l’électronique et plus particulièrement de diodes électroniques fiables et compactes a permis d'utiliser un ensemble alternateur + redresseur plus compact et plus fiable.
Les premiers appareils électriques, les tubes des postes de radio, les accumulateurs des automobiles demandaient souvent du courant continu qu'on n'obtenait pas avec un bon rendement à partir de courant alternatif tant qu'on ne disposait pas de diodes (à tubes puis à semi-conducteurs) pour faire des redresseurs, d'où la préférence accordée primitivement à la dynamo qui redresse le courant à la source par des commutations mécaniques. En revanche, la tension du courant continu ne peut pas être augmentée ou abaissée avec un transformateur, ce qui a disqualifié très facilement les machines produisant initialement du courant continu.
Ce sont souvent des dynamos qui servent à recharger les gadgets électriques à alimentation manuelle que l'écologie a remis à la mode : récepteurs de radio, lampes-torches et chargeurs de batterie de matériel portable. Dans ces appareils, une dynamo mue par une manivelle recharge un accumulateur ou un super-condensateur (moins sujet au vieillissement qu'un accumulateur).
- En 1861, Ányos Jedlik formule le concept de dynamo auto-excitée (le champ magnétique est produit par un électroaimant raccordé au courant produit par la dynamo).
- En 1866, Werner Siemens découvre le principe de la dynamo électrique.
- En 1868, l'Anglais Henry Wilde (en) réalise la première machine dynamoélectrique ou dynamo. Il remplace, à la suite des travaux de Werner Siemens, l'aimant par un électroaimant alimenté par une machine auxiliaire.
- En 1869, l'inventeur belge Zénobe Gramme, rend possible la réalisation des génératrices[3] à courant continu en créant le collecteur. Il améliore les premières versions archaïques d'alternateurs (1867) et devient célèbre en retrouvant le principe de l'induit en anneau de Pacinotti.
- En 1871, il présente à l'Académie des sciences de Paris la première génératrice industrielle de courant continu, que l'on appela machine de Gramme et qui constitue en fait ce qu'on appellera plus tard une magnéto[4]. Son invention sera commercialisée grâce à Hippolyte Fontaine.

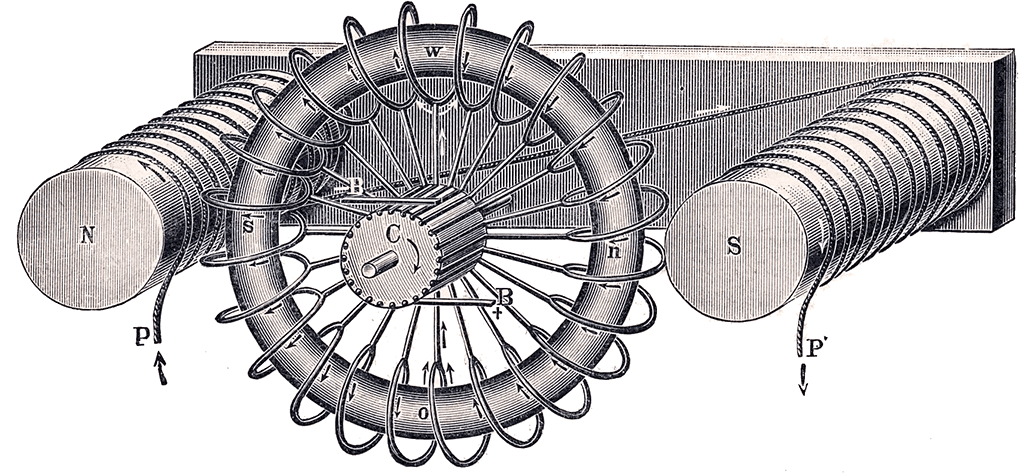
Anneau de Pacinotti-Gramme avec la lettre B représentant les contacts de sortie du courant